# Slavica (casa editrice)
Slavica Publishers, Inc. è una casa editrice statunitense specializzata in slavistica.

## Storia
È stata fondata a Cambridge (Massachusetts) nel 1966 da 4 laureati all'Università di Harvard; tra i quali Charles E. Gribble, docente di lingue slave presso l'Università statale dell'Ohio, sotto la cui direzione (1966-1997) "Slavica" ha pubblicato ca. 250 titoli di libri e ca. 60 numeri di 4 riviste, quantità notevole per gli argomenti specialistici trattati. Ciò ha reso "Slavica" la principale Casa editrice specializzata, negli USA e in tutto il mondo occidentale, nel campo delle lingue e delle letterature slave in particolare, e degli studi di slavistica e dell'Europa orientale in generale.
Dal 27 agosto 1997, sotto la nuova direzione di George Fowler, la sede è stata trasferita presso l'Università dell'Indiana a Bloomington, della quale costituisce una sezione del dipartimento "Slavic and Eastern European Languages and Cultures" (Lingue e culture slave e dell'Europa dell'Est).
Pubblica soprattutto monografie, raccolte di articoli di ricerca, libri di testo, libri di consultazione e riviste.
Dal 2015 pubblica anche traduzioni di opere letterarie, con il marchio "Three String Books" (Libri a tre corde), il cui nome è un'allusione alle 3 corde della balalaica. Nel 2016, in occasione del 50º anniversario della fondazione, è stata inaugurata una nuova collana denominata "Slavica 50th Anniversary Reissues" (Ripubblicazioni del 50º anniversario di Slavica), con lo scopo di ripubblicare vecchi titoli di "Slavica" fuori commercio, sotto forma di file pdf scaricabili gratuitamente.